# Jan Anne Beijerinckgemaal

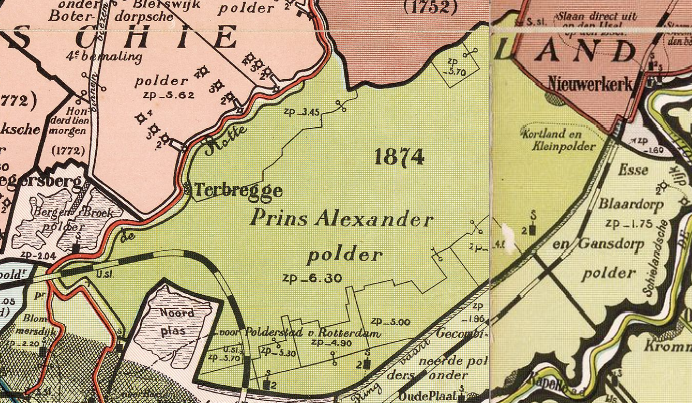
Het door Jan Anne Beijerinck drooggelegde gebied

Het Jan Anne Beijerinckgemaal is een gemaal in de gemeente Capelle aan den IJssel in de Nederlandse provincie Zuid-Holland. Het gemaal, gelegen aan de Bermweg 13 in Capelle aan den IJssel heeft een belangrijke rol gespeeld in de vorming van het landschap van de Rotterdamse Prins Alexanderpolder.

## Laagveen
De omgeving van het gemaal was een typisch laagveenlandschap waar al in de middeleeuwen op kleinschalige wijze turf werd gestoken. De turf die na 1530 vooral door middel van slagturven op veel grotere schaal gewonnen werd, diende vooral als brandstof voor industrieën zoals bierbrouwerijen. Doordat men het veen met behulp van de baggerbeugel ver onder het grondwaterpeil wegbaggerde ontstonden er diepe plassen.
In eerste instantie werd het veen tot het grondwater afgegraven en te drogen gelegd op de legakkers. Toen men later de hierdoor ontstane trekgaten nog diepere ging uitbaggeren ontstonden spoedig steeds grotere veenplassen. Er bleef weinig ruimte over voor wegen, dorpen en kades. Naarmate de plassen groter en dieper werden, ontstond er zelfs met weinig wind golfslag. Door deze golfslag werden veel kades en smalle legakkers weggeslagen. Dit betekende een bedreiging voor veel dorpen en wegen.

## Plassen
De plassen werden aangeduid als de veenplassen in het Hoogheemraadschap van Schieland ten Oosten van Rotterdam. Deze in de 17e en 18e eeuw door het turfdelven ontstane wateren werden steeds groter en bedreigden Gouda. In 1823 vreesde de dijkgraaf van Schieland dat er tussen Rotterdam en Gouda één groot meer zou ontstaan als men geen actie zou ondernemen. Hierna begon men plannen te ontwikkelen om deze veenplassen droog te malen.

## Plannen
Verschillende plannen kwamen aan de orde. Het eerste werd aangeleverd in 1844 door J.A. Scholten Hzn. Dit plan werd niet goedgekeurd. De hoofdingenieur van Waterstaat in Zuid-Holland, M.G. Beijerinck, adviseerde te wachten totdat de Haarlemmermeer droog lag. Dat leverde namelijk ervaringen op die men op deze polders in Rotterdam kon toepassen. Het tweede plan, uit 1850, kwam ook van J.A. Scholten, maar dit kreeg veel tegenstand. Er werden te weinig plassen drooggelegd en er zou alleen maar gebruik worden gemaakt van windbemaling. Voor het derde plan, uit 1858 van N.T. Michaëlis, zou er enkel gebruikgemaakt worden van stoombemaling. Voor deze bemaling zouden er veel kostbare onteigeningen nodig zijn. De minister had Michaëlis de opdracht gegeven zich te houden aan de instructies van de Hoofdingenieur van Zuid-Holland, Jan Anne Beijerinck. Beijerinck liet echter aan de minister weten dat hij niet achter dit kostbare en arbeidsintensieve plan stond.
Daarom kreeg Beijerinck begin 1859 de opdracht voor het vierde plan. Hij was betrokken bij de droogmaling van de Zuidplas en het Haarlemmermeer. Zijn eigenlijke plan – dat in november klaar was – moest slechts op enkele financiële punten aangepast worden.
Eind 1862 besloten het rijk en de provincie samen de kosten voor het project te dragen. Het rijk, de provincie en Schieland stelden wel een onderzoek in naar de uitwerking van het plan.

## Plan Beijerinck
In het definitieve, uitgevoerde plan van Jan Anne Beijerinck werd gesteld dat de Noordplas (nu Kralingse Plas) niet drooggemalen zou worden, de Spiegelnisse juist wel. Men koos hiervoor om financiële en economische redenen. Langs de Noordplas stonden belangrijke fabrieken en het onteigenen van al deze particuliere grond zou kostbaar zijn. Daarbij was Beijerinck zeer opgetogen over de schoonheid van de plasrand en wilde hij deze behouden. Aan de oostkant werd langs de Zuidplasringvaart een ringdijk aangelegd, langs de zuidkant van de plassen en om de Noordplas naar de Linker Rottekade. Vanaf de Rottekade ging de ringdijk verder langs de Linker Rottekade naar de polder van de Ommoorden en eromheen.
Er moest een bevaarbare ringvaart langs de zuidkant komen met eveneens een kade aan de zuidkant, vanaf de Zuidplaspolder tot aan de Noordplas.
Vanaf de Noordplas naar de Linker Rottekade en via de Rottekade tot aan de ringdijk om Ommoorden wordt een ringsloot aangelegd. Ook moest er een ringsloot komen langs de ringdijk langs de Zuidplasringvaart.
Beijerinck wilde de in de polder aanwezige bebouwing samen met kaden, wegen enzovoorts verwijderen. Maar dit stuitte op tegenstand en men vroeg hem hier met meer zorg naar te kijken. Zo werd ook in 1863 besloten de Begraafplaats Oud Kralingen intact te laten. In de ringdijk langs de ringvaart plande hij drie benedengemalen met vijzels. Tijdens de uitvoering van het plan koos men tegen de zin van Beijerinck in echter voor twee centrifugaalpompen en slechts één vijzel.
In het plan werden er geen bovengemalen geplaatst aan de oostelijke kant, op aandringen van de desbetreffende polderbesturen. Maar men plaatste een dubbel bovengemaal in Kralingse Veer. Hier werd geen vijzelgemaal geplaatst, maar twee stoommachines met elk twee zuigpompen en twee perspompen.
Uiteindelijk werd het in 1859 ontworpen plan in 1865 op hoofdlijnen ten uitvoer gebracht. De uitvoering en het detailontwerp werd grotendeels gedaan door Willem Jacob Backer.

## Gemaal
De benedengemalen die Beijerinck in zijn plan koos, waren door hemzelf ontworpen, ook de bouwkundige aspecten. Alle drie de benedengemalen kwamen in oktober 1869 in bedrijf. Hij werkte veel met kantelen, zoals ook te zien is aan het Gemaal De Cruquius in de Haarlemmermeerpolder.
Het Jan Anne Beijerinckgemaal was het laatste aanbestede gemaal. Men werd het er maar niet eens over de keuze tussen vijzels of centrifugaalpompen, die verschilden qua opvoercapaciteit en kolengebruik. Uiteindelijk koos men hier voor vijzels, terwijl de andere twee benedengemalen uitgerust zouden worden met centrifugaalpompen.
Dit vijzelgemaal – Beijerincks wens – gaf veel problemen. De ijzeren vijzels waren niet stijf genoeg, de spil liet telkens los, de bladen kwamen los te zitten en ze zijn uiteindelijk vervangen voor houten vijzels. Men was destijds nog niet ver genoeg met de ontwikkeling van de lastechnieken en pas jaren later waren de technieken zover dat dergelijke constructies zonder problemen konden worden uitgevoerd.
Al in 1899 verkeerde de fundering van het gemaal volgens de hoofdopzichter Brandsma in zeer slechte staat. Dit betekende dat het hele gemaal verbouwd moest worden. Tijdens deze verbouwing verving men ook het vijzelstoomgemaal door een stoomgedreven centrifugaalgemaal. Doordat deze wijziging van machines ook een heel andere inrichting en indeling van de ruimte in en buiten het gemaal vereiste, koos men ervoor het gemaal geheel af te breken en in dezelfde stijl, maar volgens gewijzigd plan, weer op te bouwen.
Om de nieuwe stoommachines aan te drijven had men drie stoomketels nodig. Maar doordat dit gemaal centrifugaal was, kon er één gemaal in Kralingen gesloten worden.
In 1927 vond voor de laatste keer een grote verbouwing plaats. Het stoomgemaal werd een elektrisch gemaal. De oude ketelruimte kreeg na het verwijderen van de stoomketels, andere door de jaren heen wisselende gebruiksfuncties. Het gemaal in Nieuwerkerk aan den IJssel, het Mr. P.D. Kleijgemaal, werd in dezelfde tijd toegerust met dieselmotoren. Zo had men voor het droogmalen van de Polder Prins Alexander twee verschillende krachtbronnen: elektriciteit en diesel.
Een klein stukje van de polder (het zogeheten Lage Land) mochten de boeren eerst nog zelf droogmalen. In 1925 besloot men dat, via het Jan Anne Beijerinckgemaal, een klein gemaaltje in de polder dit overnam.

## Heden
Sinds 1991 wordt het Jan Anne Beijerinckgemaal niet meer gebruikt voor de reguliere bemaling, die functie is overgenomen door het Mr. P.D. Kleijgemaal bij Nieuwerkerk aan den IJssel, dat een grotere capaciteit heeft gekregen. Het Jan Anne Beijerinckgemaal heeft nog enige tijd een noodfunctie gehad, echter daar is nooit gebruik van gemaakt. De motoren worden periodiek in werking gesteld op draaidagen en ook op andere momenten om de motoren in goede staat te houden. Wie de pompen in werking wil zien is welkom op de tweede zaterdag van de maand in de periode april-november van 13 tot 16 uur.
De Prins Alexanderpolder stond lang bekend als het laagste punt van Nederland. Sinds 2005 wordt echter een plek in de Zuidplaspolder bij Nieuwerkerk aan den IJssel door middel van een officiële markering als laagste punt aangewezen. Dat hier land is en geen water is te danken aan de capaciteiten van Jan Anne Beijerinck.

### Museum
Het Historisch Museum Capelle aan den IJssel bevindt zich in het Beijerinckgemaal. Er zijn geregeld exposities van Capelse historische voorwerpen, verzorgd door de Historische Vereniging Capelle aan den IJssel. Ook zijn worden er veel foto's van Capelle aan den IJssel door de eeuwen heen vertoond.